# Russell Claydon
Russell Claydon (* 19. November 1965) ist ein englischer Profigolfer.
Claydon wurde in Cambridge, England, geboren. Er wurde im Jahr 1989 Profi. Von 1989 bis 2004 spielte er auf der European Tour. Von 1990 bis 1999 war er jedes Jahr unter den Top 100 der Geldrangliste, wobei er als Bester den 20. Platz im Jahr 1997 belegte. Er erreichte auf der Tour sechs Mal den zweiten Platz bei Turnieren, bevor er 1998 seinen ersten und einzigen Sieg bei den BMW International Open erzielte. Ab 2005 nahm er nur noch an wenigen Turnieren teil und wurde Mitglied des Vorstands der European Tour.